# Оксинта (сын Югурты)
Оксинта (др.-греч. Οξύντας) — сын нумидийского царя Югурты.
Во время триумфа Гая Мария, устроенного в 104 году до н. э. в честь победы римлян в войне с Нумидией, Оксинта, вероятно, вместе с отцом и братом шёл в процессии пленников. Вскоре после этого Югурта был казнён, а Оксинта был отправлен на проживание в Италию.
В 89 году до н. э., во время Союзнической войны, италики во главе с Гаем Папием Мутилом осадили важный со стратегической точки зрения город Ацерры в Кампании. На помощь осаждённым прибыло римское войско под командованием консула Луция Юлия Цезаря (у Аппиана ошибочно указан его троюродный брат Секст Юлий Цезарь). В составе римской армии были нумидийские всадники. Гай Мутил стал показывать им найденного в Венузии Оксинту, облаченного в царскую порфиру. Многие из африканцев стали перебегать к сыну Югурты, приветствуя его как царя. Поэтому Луций Цезарь отправил остальных нумидийцев в Африку.